# Paul Overby
Paul Edwin Overby Jr. (geboren am 27. November 1942) ist ein US-amerikanischer Autor.
Overby verschwand auf dem Weg nach Wasiristan in Pakistans Stammesgebieten unter Bundesverwaltung, wo er Siradschuddin Haqqani interviewen wollte. Overbys Frau Jane Larson gab bekannt, dass dies am 17. Mai 2014 geschah. Journalisten einigten sich darauf, seine Identität geheim zu halten, bis seine Frau im Januar 2017 einer öffentlichen Bekanntgabe zustimmte. Larson vermutete, Overby sei von den Taliban entführt worden. Die Taliban stritten dies in einer am 28. Februar 2017 veröffentlichten Stellungnahme jedoch ab.
Reporter ohne Grenzen forderten am 27. Januar 2017 Overbys Freilassung. Am 19. März 2019 berichtete der Journalist David Rohde, selbst eine ehemalige Geisel, in der Zeitschrift The New Yorker, Overby sei einer der immer noch in Gefangenschaft befindlichen Amerikaner.
Am 8. Mai 2018 bot das FBI eine Summe von 1 Million US-Dollar für Informationen, die zu seiner Rettung beitragen sollen. Zusätzlich bot das Rewards for Justice Program eine Summe von 5 Millionen US-Dollar für Informationen, die zu seinem Standort führen.
Im Jahr 1993 veröffentlichte Overby Holy Blood – An Inside View of the Afghan War, ein Buch über den Krieg in Afghanistan.